# Pierre Louis du Buat
Pierre Louis du Buat (ur. 23 kwietnia 1734 w Tortisambert, zm. 17 października 1809 w Vieux-Condé) – francuski inżynier wojskowy, fizyk i budowniczy fortyfikacji.

## Życiorys
Kształcił się w Paryżu. W latach 1763–1773 fortyfikował Valenciennes, 1787 kierował fortyfikacjami Lille. Był jednym z twórców hydromechaniki. Prowadził badania nad przepływem cieczy. Przedstawił wzór na siłę wywołującą ruch cieczy, tzw. wzór du Buata. W 1779 napisał pracę Principes d’hydraulique i opisał tzw. paradoks du Buata.
Du Buat służył jako inżynier wojskowy przez 30 lat, od roku 1761 do 1791.